# Plebejus klinzigii
Plebejus klinzigii är en fjärilsart som beskrevs av Vicol 1977. Plebejus klinzigii ingår i släktet Plebejus och familjen juvelvingar. Inga underarter finns listade i Catalogue of Life.